# Набережна Під Скелями (Житомир)
Набережна Під Скелями — набережна в Богунському районі міста Житомира.

## Характеристики
Розташована на Павликівці. Бере початок від Чуднівської вулиці. Має форму півкола. Прямує уздовж берегів річок Кам'янка, Тетерів. Завершується глухим кутом. Перетинається з провулками Водопровідним та Андріївський Узвіз. 

## Історія
Набережна та її первинна забудова сформувалися до початку ХХ століття.
Складається з двох частин, що мали різні історичні назви. Частина набережної вздовж берега річки Тетерів відома за історичною назвою вулиця Набережна річки Тетерів (згодом отримала префікс «Перша» (1-а)). Частина набережної вздовж берега річки Кам'янка відома за історичною назвою вулиця Правонабережна річки Кам'янки. У 1997 році вулиця 1-а Набережна р. Тетерів та вулиця Правонабережна р. Кам'янки (на південь від Чуднівського мосту) об'єднані під чинною назвою.